# Jovita Jankelaitytė
Jovita Jankelaitytė (ur. 11 maja 1995 w Solecznikach) – litewska aktorka teatralna i filmowa polskiego pochodzenia.

## Życiorys

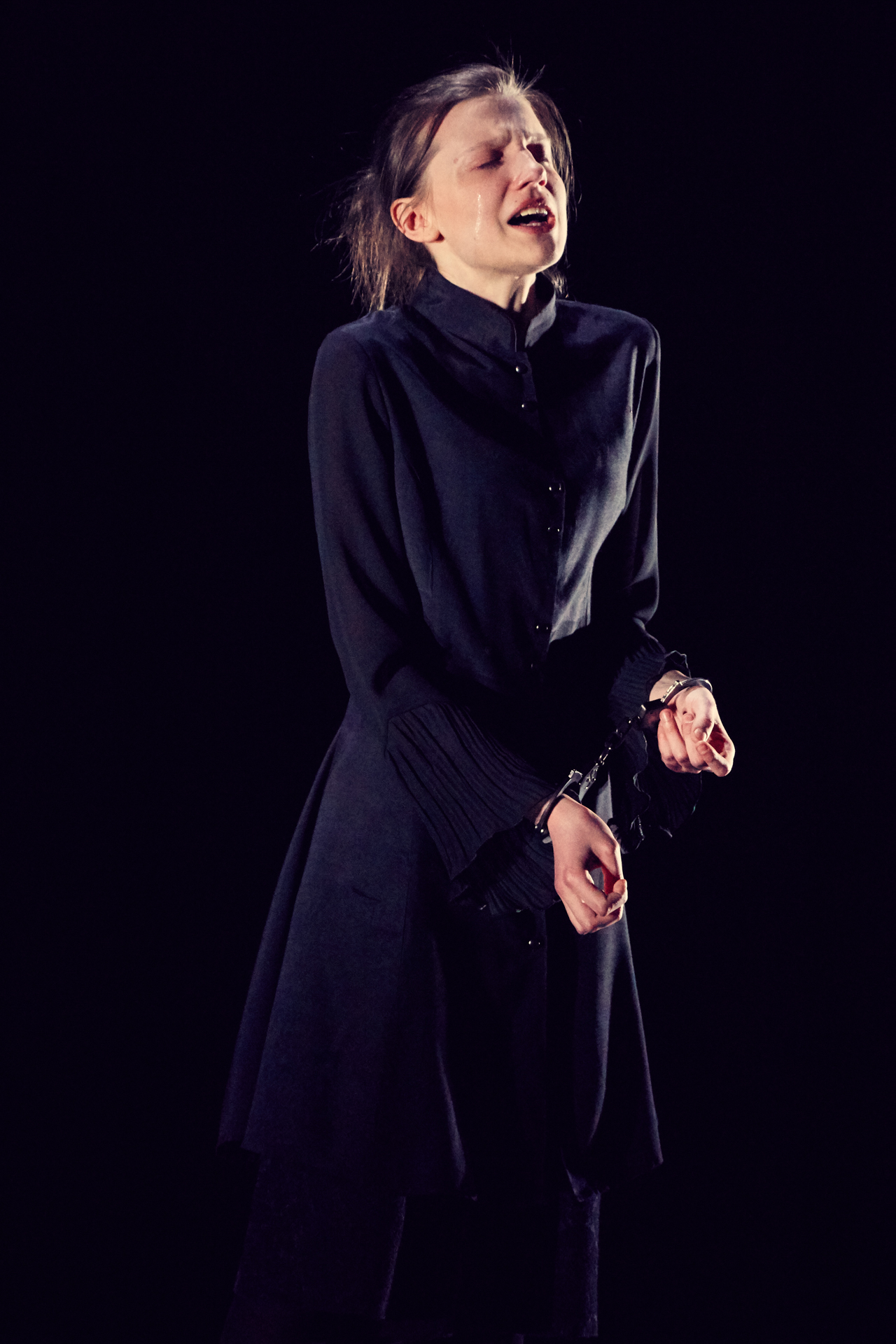
Jovita Jankelaitytė jako Antygona w spektaklu „Mit Edypa" (2016)

Karierę teatralną rozpoczęła w 2015 w Teatrze Oskarasa Koršunovasa (lit. Oskaro Koršunovo Teatras) od roli w sztuce „Bóg jest DJ-em” według Falka Richtera w reżyserii Kamilė Gudmonaitė. W 2016 roku zagrała w sztuce „Mit Edypa” w reżyserii Gintarasa Varnasa, w której wcieliła się w rolę Antygony. Był to pierwszy spektakl młodej aktorki na dużej scenie Litewskiego Narodowego Teatru Dramatycznego w Wilnie. W 2018 zagrała rolę żydowskiej artystki Chaiki w spektaklu „Getto" w reżyserii Gintarasa Varnasa, wystawionej w Narodowym Kowieńskim Teatrze Dramatycznym. Za tę kreację otrzymała najważniejszą litewską nagrodę w dziedzinie teatru Złoty Krzyż Sceny. W 2019 aktorka za rolę Chai otrzymała również nagrodę „Fortuny”, przyznawaną przez kowieńskie środowisko teatralne. W 2020 wystąpiła w spektaklu „Austerlitz" w reżyserii Krystiana Lupy w Państwowym Teatrze Młodzieżowym w Wilnie.  

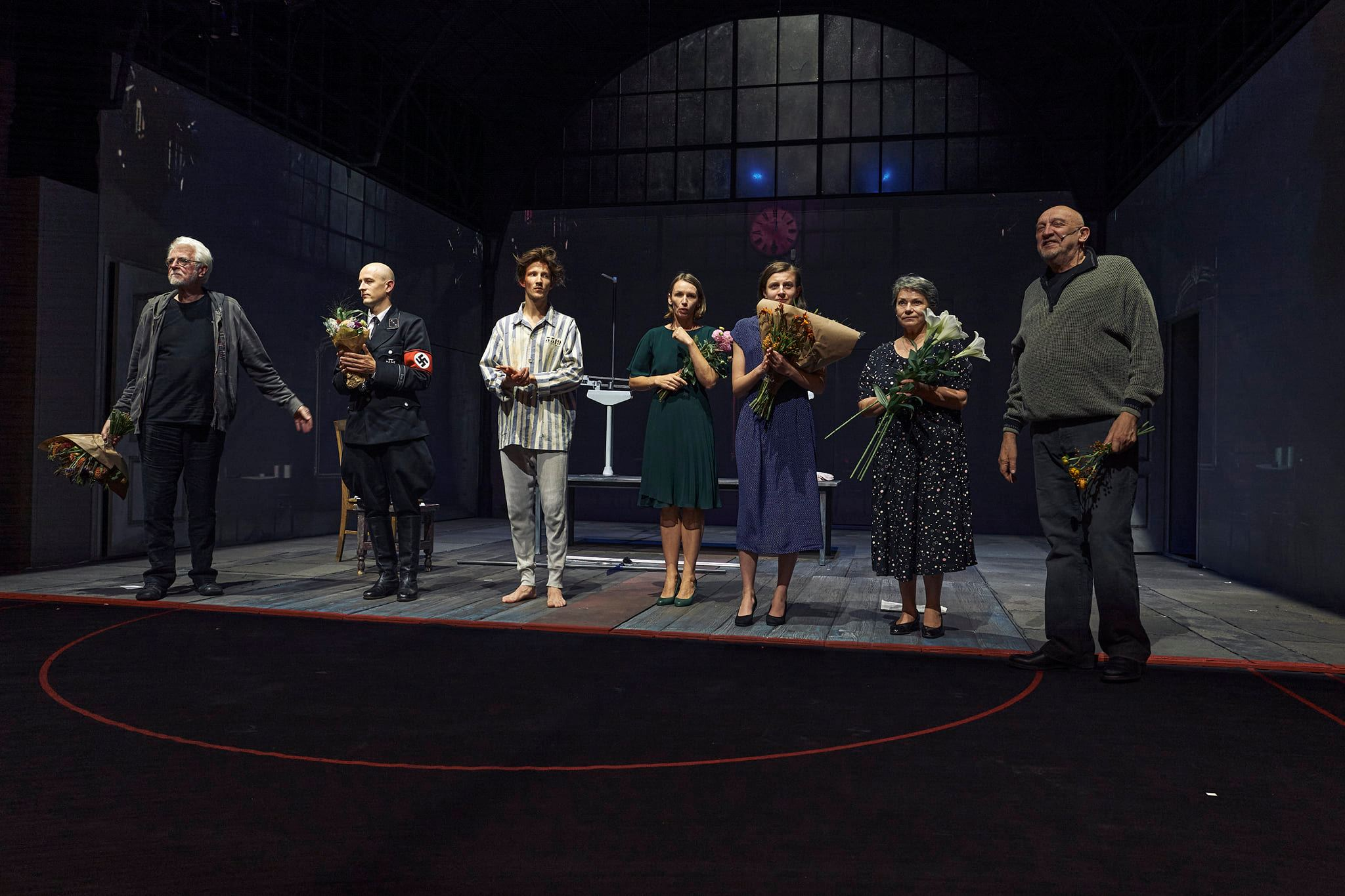
Premiera spektaklu "Austerlitz" w reż. Krystiana Lupy w Wilnie (2020)

Jest córką Iwana i polskiej lekarki Liliji Jankelaitiene (de domo Jackiewicz).

## Role teatralne

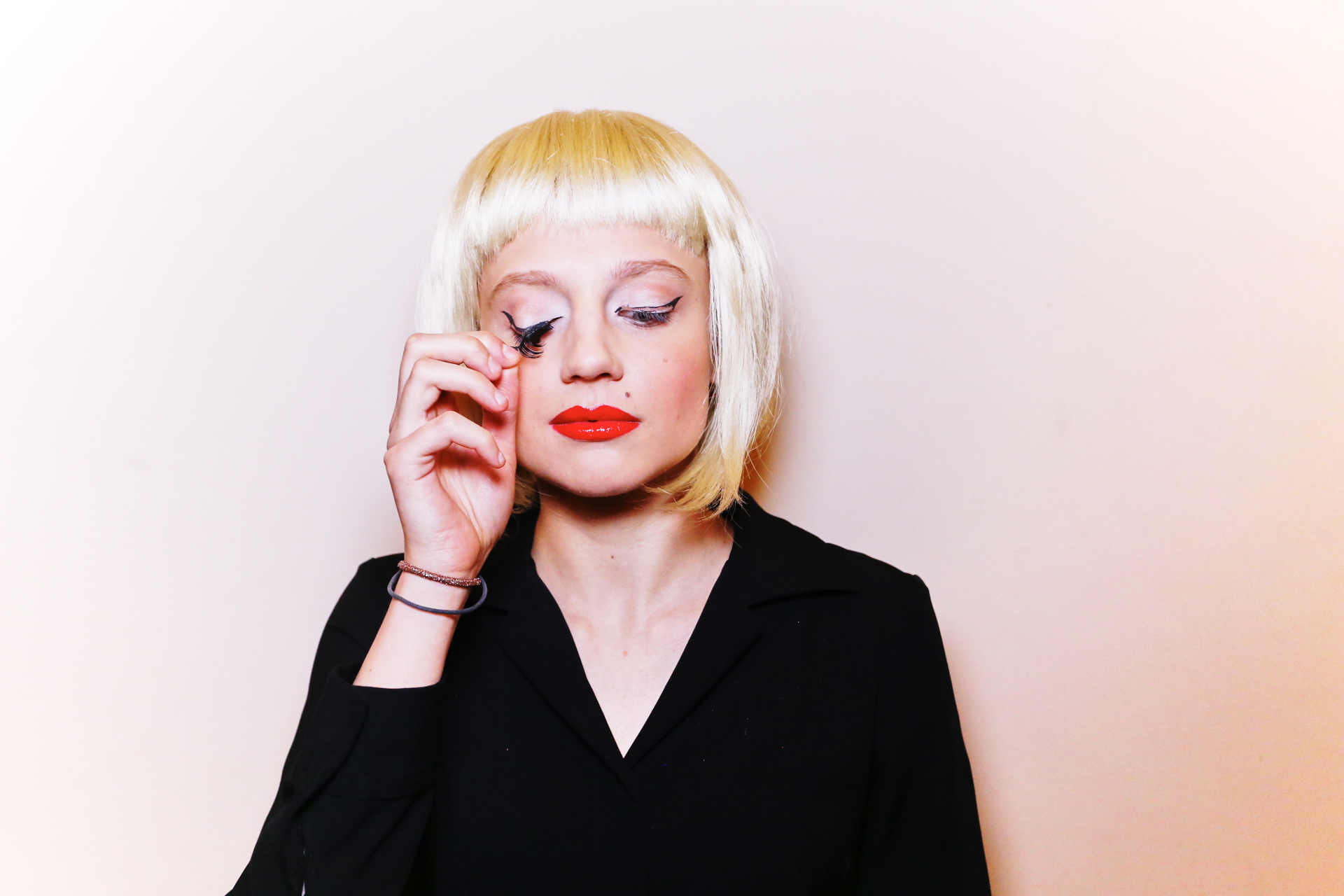
Dziewczyna w „Bóg jest DJ-em" (lit. „Dievas yra DJ") (2015)

- Dziewczyna w „Bóg jest DJ-em" (lit. „Dievas yra DJ") (2015)Agata Austerlitz w „Austerlitz" (lit. "Austerlicas"), reż. Krystian Lupa na podstawie Winfrieda Georga Sebalda, Państwowy Teatr Młodzieżowy w Wilnie (2020)[9]
- Chaika w „Ghetto" (lit. "Getto"), reż Gintaras Varnas na podstawie Joshuy Sobola, Narodowy Kowieński Teatr Dramatyczny (2019)[10]
- Dudulė w „Trójka nad głową" (lit. „Trijulis Aukštyn Kojom”), reż. Giedrė Kriaučionytė na podstawie Carstena Brandaua, Litewski Narodowy Teatr Dramatyczny (2018)[11]
- Frida Foldal w „Młody Gabriel Borkman" (lit. „Jaunasis Gabrielis Borkmanas"), reż. Gintaras Varnas, na podstawie Henryka Ibsena, Państwowy Teatr Młodzieżowy w Wilnie (2017)[12][13]
- „Trans, Trans, Trans”, reż. Kamile Gudmonaitė, Teatr Oskarasa Koršunovasa w Wilnie (2017)[14][15]
- Recha w „Natan Mędrzec" (lit. „Natanas Išmintingasis"), reż. Gintaras Varnas na podstawie Gottholda Ephraima Lessinga, Narodowy Kowieński Teatr Dramatyczny (2017)[16]
- Dorotka w „Droga z żółtych cegieł" (lit. „Geltonų plytų kelias"), reż. Aidas Giniotis na podstawie „Czarnoksiężnika z krainy Oz" Franka Bauma, Teatr Keistuolių w Wilnie (2017)[17]
- Antygona w „Mit Edypa" (lit. „Edipo mitas"), reż. Gintaras Varnas, na podstawie Sofoklesa, Litewski Narodowy Teatr Dramatyczny (2016)[18]
- Dziewczyna w „Bóg jest DJ-em" (lit. „Dievas yra DJ"), reż. Kamilė Gudmonaitė na podstawie Falka Richtera, Teatr Oskarasa Koršunovasa w Wilnie (2015)[19][20]

## Role filmowe
- Gerda w filmie „Wzgórze Sów” (lit. Pelėdų kalnas), reż. Audrius Juzėnas (2018)[21][22],
- Narkomanka w serialu „Moscow Noir” (S01E07), reż. Mikael Håfström (2018)[23]
- Viktorija w filie „The Contest", reż. Saulė Bliuvaitė (2019)[24][25]

## Nagrody i wyróżnienia
- 2020: Doroczna nagroda Ministerstwa Kultury Litwy w kategorii „Młody twórca”[26][27]
- 2019: Nagroda „Artystki Roku rejonu solecznickiego", przyznawana przez Samorząd rej. solecznickiego oraz Samorządową Radę Młodzieżową[28]
- 2019: Nagroda Fortuny (lit. Fortūnos) dla najlepszej aktorki dramatycznej za rolę Chaji w spektaklu „Getto”[29]
- 2019: Złoty Krzyż Sceny, najlepsza aktorka drugoplanowa, za rolę Chaji w spektaklu „Getto”[30]
- 2015: 2. miejsce na 58. Międzynarodowym Festiwalu w Spoleto za spektakl „Bóg jest DJ-em” wg Falka Richtera w reżyserii Kamilė Gudmonaitė[31]